# ايمي هيل
ايمي هيل (بالإنجليزية: Amy Hill)‏ مواليد 9 مايو 1954 في داكوتا الجنوبية، الولايات المتحدة، هي ممثلة أمريكية بدأت مسيرتها الفنية عام 1984.

## وصلات خارجية
- ايمي هيل على موقع IMDb (الإنجليزية)
- ايمي هيل على موقع ألو سيني (الفرنسية)
- ايمي هيل على موقع ميوزك برينز (الإنجليزية)
- ايمي هيل على موقع أول موفي (الإنجليزية)
- ايمي هيل على موقع قاعدة بيانات برودواي على الإنترنت (الإنجليزية)
- ايمي هيل على موقع قاعدة بيانات الأفلام السويدية (السويدية)
- ايمي هيل على موقع قاعدة بيانات الفيلم (الإنجليزية)
- ايمي هيل على موقع كينوبويسك (الروسية)